# Маргарита Георгиева
Маргарита Георгиева Христова-Плашилска е българска езиковедка. Професор и ректор на Шуменския университет от 2007 до октомври 2015 г.

## Биография
Маргарита Христова-Плашилска е родена на 5 декември 1951 г. в град Нови пазар. През 1973 г. завършва Софийския държавен университет, специалност Българска филология. През 1986 година защитава дисертация по методика на обучението по български език. От 1988 г. е преподавател в ШУ „Епископ Константин Преславски“. През 1991 г. е избрана за доцент с хабилитационен труд на тема: „Комуникация – родноезиково образование“. През 2004 г. защитава дисертация за присъждане на научната степен „доктор на педагогическите науки“, а от 2006 г. е професор. Чете лекции по методика на обучението по български език. В периода 2004 – 2007 г. е директор на Департамента за информация и повишаване квалификацията на учителите (ДИПКУ) в град Варна. През периода 1996 – 2000 г. е заместник-ректор на ШУ. През 2007 година става ректор на ШУ, през 2011 г. е преизбрана за втори мандат.